# Homoptera
Ce taxon est aujourd'hui obsolète.
Sous-ordre
Le sous-ordre des Homoptères (Homoptera) est un taxon d'insectes appartenant à l'ordre des Hémiptères et désormais considéré comme un taxon paraphylétique.

## Description
Appartenant à l'ordre des hémiptères, les homoptères possèdent un appareil buccal de type piqueur-suceur. Ils sont tous phytophages, se nourrissant de sève, principalement de phloème et de xylème. Leur développement est de type paurométabole.
Les homoptères se caractérisent par la position du labium, inséré proche du prosternum, et par les ailes antérieures entièrement membraneuses. Par opposition aux hétéroptères dont les ailes antérieures sont partiellement cornées, les hémiélytres.

## Classification
Les homoptères sont décrits pour la première fois par l'entomologiste français Pierre-André Latreille en 1810. Il divise alors les hémiptères en deux groupes, les hétéroptères et  les homoptères.
Cette division est conservée par la plupart des entomologistes pendant plus de 150 ans. Mais en 1966, après une étude de certains caractères morphologiques, Goodchild apporte les premiers indices d'une possible paraphylie des homoptères. Cobben corrobore ces travaux en 1978 par une autre étude morphologique de l'appareil buccal. Puis une première étude de phylogénie moléculaire sur l'ARN ribosomique 18S, faite par Wheeler en 1993, confirme les soupçons de Goodchild et Cobben. Cependant, Wheeler ayant centré son étude sur les hétéroptères, il faut attendre 1995 pour que deux nouvelles études de phylogénie moléculaire, cette fois-ci dirigées sur le groupe des homoptères, confirment que ce taxon n'est pas monophylétique,.
Le groupe des homoptères est alors divisé en 3 sous-ordres, les Sternorrhyncha, les Coleorrhyncha et les Auchenorrhyncha. La monophylie des Auchenorrhyncha reste largement débattue.
Bien que le groupe des homoptères soit désormais considéré comme obsolète, de nombreux ouvrages de vulgarisation continuent d'employer ce terme.